# Webster (Floryda)
Webster – miasto w Stanach Zjednoczonych, w stanie Floryda, w hrabstwie Sumter.